# Captives
Captives är en brittisk romantisk drama-kriminalfilm från 1994 regisserad av Angela Pope och med Julia Ormond och Tim Roth i huvudrollerna. Filmen visades för första gången på Toronto International Film Festival den 11 september 1994. I Sverige släpptes filmen på video i augusti 1996.

## Handling
En ung kvinnlig tandläkare (Ormond) börjar arbeta i ett fängelse. Hennes tidigare välordnade liv vänds upp och ned när hon inser att hon blivit förälskad i en av internerna (Roth). Passionen utnyttjas av andra fångar och hon tvingas börja smuggla in heroin i fängelset.

## Rollista (i urval)
| Julia Ormond    | – Rachel Clifford |
| Tim Roth        | – Philip Chaney   |
| Keith Allen     | – Lenny           |
| Mark Strong     | – Kenny           |
| Siobhan Redmond | – Sue             |
| Peter Capaldi   | – Simon           |
| Colin Salmon    | – Towler          |
| Richard Hawley  | – Sexton          |
| Jeff Nuttall    | – Harold          |
| Kenenth Cope    | – Dr. Hockley     |
| Annette Badland | – Maggie          |